# 爆笑超市
《爆笑超市》（英語：Superstore）是一部由賈斯汀·史匹澤開創，於2015年11月30日在NBC開播的情景喜劇，並由《醜女貝蒂》艾美莉卡·弗利拉主演並身兼製作。2020年2月，續訂第六季，於2020年10月29日播放。
2020年12月，NBC宣佈第六季會是最後一季。
臺灣由Amazon Prime Video首先上線前五季，第六季則由MyVideo首先上線。

## 故事
劇情圍繞在密蘇里州聖路易斯的大型賣場「雲端9超市」（Cloud 9）奧札克分店的員工職場生活。天真熱心的新員工、歷練豐富的熟手工、茫無頭緒的暑期工以及鞠躬盡瘁的經理，每日一起爆笑應對為特價貨而來的客人、引起混亂的大減價和令人昏昏欲睡的員工訓練。

## 登場人物
| 演員            | 角色                | 登場季數        | 登場季數        | 登場季數        | 登場季數        | 登場 集數 |
| 演員            | 角色                | 1               | SP              | 2               | 3               | 登場 集數 |
| --------------- | ------------------- | --------------- | --------------- | --------------- | --------------- | --------- |
| 艾美莉卡·弗利拉 | 艾美·杜班諾斯基     | 主演            | 主演            | 主演            | 主演            | 46        |
| 班·費爾德曼     | 喬納·西姆斯         | 主演            | 主演            | 主演            | 主演            | 46        |
| 蘿倫·艾許       | 迪娜·福克斯         | 主演            | 主演            | 主演            | 主演            | 46        |
| 柯爾頓·鄧恩     | 蓋瑞特·麥尼爾       | 主演            | 主演            | 主演            | 主演            | 46        |
| 尼科·桑托斯     | 馬提奧·萊瓦納格     | 主演            | 主演            | 主演            | 主演            | 46        |
| 妮可·布盧姆     | 夏安·泰勒·李        | 主演            | 主演            | 主演            | 主演            | 39        |
| 馬克·麥金尼     | 格倫·斯特吉斯       | 主演            | 主演            | 主演            | 主演            | 46        |
| 喬許·羅森       | 泰特·史塔斯基韋茲   | 常設            | Does not appear | 常設            | 常設            | 9         |
| 強尼·彭伯頓     | 博·湯普森           | 常設            | Does not appear | 常設            | 客串            | 8         |
| 西恩·瓦蘭       | 薩爾                | 常設            | Does not appear | Does not appear | Does not appear | 4         |
| 卡莉可·古瓦希   | 珊卓·卡盧希歐卡拉尼 | 常設            | 客串            | 常設            | 常設            | 35        |
| 琳達·波特       | 梅多                | 常設            | 配角            | 常設            | 常設            | 23        |
| 強·宮原         | 布雷特·小橋川       | 常設            | Does not appear | 常設            | 常設            | 22        |
| 萊恩·高爾       | 亞當·杜班諾斯基     | 客串            | Does not appear | 常設            | 客串            | 7         |
| 喬·貝林霍茲     | 馬可斯              | 客串            | 客串            | 常設            | 常設            | 19        |
| 艾琳·懷特       | 卡蘿                | 客串            | 配角            | 常設            | 常設            | 11        |
| 伊莎貝拉·戴伊   | 艾瑪·杜班諾斯基     | 客串            | Does not appear | 常設            | 客串            | 5         |
| 邁克爾·蒲寧     | 傑夫                | Does not appear | Does not appear | 常設            | 常設            | 16        |
| 布蘭達·宋       | 克莉絲汀            | Does not appear | Does not appear | 常設            | Does not appear | 2         |
| 卡拉·瑞娜塔     | 珍妮特              | Does not appear | Does not appear | 常設            | Does not appear | 3         |
| 凱莉·舒夢       | 賈絲婷              | Does not appear | 配角            | 常設            | 常設            | 15        |
| 費利佩·艾斯帕札 | 柯迪                | Does not appear | Does not appear | 常設            | Does not appear | 3         |
| 多米尼克·培斯   | 阿當                | Does not appear | Does not appear | 常設            | Does not appear | 3         |
| 戴夫·佛格森     | 尤金                | Does not appear | Does not appear | 常設            | Does not appear | 4         |
| 克里斯·格雷斯   | 傑瑞                | Does not appear | Does not appear | 常設            | 客串            | 3         |
| 凱莉·史戴博斯   | 凱莉                | Does not appear | Does not appear | Does not appear | 常設            | 10        |
| 沃利·帕克斯     | 史考特              | Does not appear | Does not appear | Does not appear | 常設            | 2         |
| 史提夫·阿吉     | 艾薩克              | Does not appear | Does not appear | 客串            | 客串            | 2         |

### 主要角色
- 艾美莉卡·弗利拉 飾演 “艾美”莉亞·杜班諾斯基（Amelia "Amy" Dubanowski）

原姓索薩（Sosa），雲端9超市10年資歷員工，經歷：助理→樓層主管→副店經理→店經理→員工管理。19歲時便生下了女兒艾瑪，並半工半讀，已於雲端9超市工作超過十年。後來又誕下長子帕克。和男主角喬納關係複雜，在龍捲風事件時接吻，後來和喬納進行性行為時又意外被直播導致被停職一陣子。格倫自請降職後，接任其職務成為店經理。最後升職到加州總公司工作。
- 班·費爾德曼（英语：Ben Feldman (actor)） 飾演 喬納·西姆斯（Jonah Simms） 在劇集一開始為雲端9超市新員工，和艾美常有摩擦。過去的資歷豐富，然而卻為了躲債而意外來到雲端9超市。有相當進步的觀念，非常重視平等、反歧視等等價值觀，而且非常在意他人對自己的看法，導致自己常常出糗。一直希望可以建立雲端9超市的員工工會。一開始就和艾美關係曖昧，後來正式在一起。經濟狀況不佳，雖然出身家庭不錯，但是自己本身沒什麼錢，背負賭癮帶來的賭債和沒上完的大學的就學貸款。一開始住在自己的公寓哩，後來有一陣子為蓋瑞特的室友，後來和艾美同居。

- 蘿倫·艾許（英语：Lauren Ash） 飾演 迪娜·福克斯（Dina Fox）

雲端9超市副店經理，是個強勢的女性，常與同事們不合，曾一度喜歡喬納。愛鳥人士，素食者，曾經同飼養多達16隻鳥，但在一次意外下被蓋瑞特放走，感到難過好一陣子。父親在迪娜小時後就離開她。
- 柯爾頓·鄧恩（英语：Colton Dunn） 飾演 蓋瑞特·麥尼爾（Garrett McNeill） 雲端9超市的廣播員，為一名行動不便者，總是坐輪椅移動，總愛和同事們開玩笑。興趣廣泛，包括球鞋、電玩、電影等等。喜好糾正別人。

- 尼科·桑托斯（Nico Santos） 飾演 馬提奧·費南多·阿奇諾·萊瓦納格（Mateo Fernando Aquino Liwanag）

雲端9超市新員工，野心勃勃、好勝心強，總是喜歡和喬納較勁。擁有菲律賓血統，也是一名男同性戀者，曾經和地區主管傑夫在一起，後來分手，又和艾美的哥哥艾瑞克在一起。一直以為自己是合法移民，和喬納交談過和家人對質，發現自己其實是無證移民。在同事中和夏安的關係最好。
- 妮可·布盧姆 飾演 夏安·泰勒·李（Cheyenne Tyler Lee）

雲端9超市員工，17歲的未婚媽媽，為一名日裔美國人。後來和男友博正式結婚，也誕下一名女兒哈莫妮卡。
- 馬克·麥金尼（英语：Mark McKinney） 飾演 格倫·菲利浦·斯特吉斯（Glenn Phillip Sturgis）

雲端9超市店經理，是個社交尷尬、過度積極，同時有著老古板思想又對宗教虔誠的人，出生於堪薩斯城。和妻子潔露莎無子息，但領養了不少的孩子。唯一一名自己和妻子的小孩是由迪娜擔任代理孕母生下的么女玫瑰。在發現自己需要更多時間和家人相處後自請降職，從經理變成一般員工，並由艾美繼任經理職位。再艾美調職加州後，又回任經理。

### 常設角色
- 喬許·羅森 飾演 泰特·史塔斯基韋茲（Tate Staskiewicz）

雲端9超市藥劑師，是個無禮、容易恐慌、常常譏諷又喜歡吹噓自己的人，常將自己的工作交給別人來做。在聚集後期較少出現。
- 強尼·彭伯頓（英语：Johnny Pemberton） 飾演 比爾“博”·德瑞克·湯普森（Bilbo Derek "Bo" Thompson） 夏安的未婚夫，夢想成為饒舌歌手，歌曲大多跟反對社會體制有關，不過在後來慢慢成熟。

- 邁克爾·蒲寧（英语：Michael Bunin） 飾演 傑夫（Jeff）

雲端9超市地區經理，後來為了和馬提奧再一起辭職，後又被召進雲端9位於芝加哥的總公司工作。男同性戀者，曾經和馬提奧約會過，後來幾經分和後最後還是以分手收場。在默特爾被開除後的反抗事件裡擔任重要角色，但卻在最後一刻倒戈，從此之後就被本分店的員工討厭。
- 萊恩·高爾（英语：Ryan Gaul） 飾演 亞當·杜班諾斯基（Adam Dubanowski）

艾美的丈夫，後來和艾美離婚。收入不穩定，經常有各種異想天開的賺錢方式，但是鮮少成功。
- 布蘭達·宋 飾演 克莉絲汀（Kristen）

格倫的養女，曾經與喬納交往一陣子。
- 卡莉可·古瓦希（Kaliko Kauahi） 飾演 珊卓·卡盧希歐卡拉尼（Sandra Kaluhiokalani）

雲端9超市員工，夏威夷原住民，為一名接生員。常常被其他員工忽視，但擁有極佳的記憶力，也擅於編造故事。之後和傑瑞在一起，因而和卡羅產生芥蒂。
- 喬·貝林霍茲（Jon Barinholtz） 飾演 馬庫斯（Marcus）

雲端9超市員工，有著前科，在本劇前期喜歡艾咪。怪人一個，經常會提出各種異想天開的方法，像是入侵移民署監獄從下水道救出被關押的馬提歐等等。主要在雲端9超市的倉庫工作，在後期顯示出他算是倉庫員工的領袖。雖然曾經因為公司計算錯誤而在好幾年的薪水的是自己薪資的一百倍，但因為理財習慣不佳所以生活拮据，車子連車門都沒有，一度住在超市後的一個小房間、吃泡麵維生，後來因故搬去住在馬提歐的姑姑家，甚至學會菲律賓語。
- 凱莉·史戴博斯（英语：Kelly Stables） 飾演 凱莉（Kelly）

雲端9超市新進員工，重返職場的離婚女性，對喬納有意思，後來一度在一起，但後來不歡而散，也跟格倫申請調職到其他分店。在後來喬納組織的工會裡為芬頓分店的代表。
- 沃利·帕克斯（英语：Wolé Parks） 飾演 史考特（Scott）

在龍捲風事件後為雲端9超市施工人員之一，迷人的非裔男子，經常和他人搭訕以獲取好處，包括馬提歐和夏安。
- 伊莎貝拉·戴伊（Isabella Day） 飾演 艾瑪·杜班諾斯基（Emma）

艾咪與亞當的女兒，可以說是從小就在雲端9超市長大。在艾美和亞當離婚後就和艾美關係不太好，也不喜歡喬納，直到成年禮狀況才有所改善。
- 史提夫·阿吉（英语：Steve Agee） 飾演 艾薩克（Isaac）

雲端9超市員工，經常和馬庫斯一起行動。
- 琳達·波特（Linda Porter） 飾演 梅多（Myrtle）

雲端9超市老員工，1987年便在雲端9工作，年資達30年，容易健忘。因為薪資計算方式跟年資有關，所以在被開除前是所有員工裡時薪最高的，高達20美金。有一點種族歧視，不過後來比較少展現這一點。因為雲端9總公司的政策而被開除，之後過得相當拮据，直到艾美升職當經理並聘用她擔任助理後狀況才好轉。在過世後因為不明原因留給喬納一千美金。
- 凱莉·舒夢（Kelly Schumann） 飾演 賈絲婷（Justine）

雲端9超市員工，喜歡喝酒、吃蝦子。經常陷入網路感情騙局。
- 艾琳·懷特（Irene White） 飾演 卡蘿‧馬倫（ Maloon）

雲端9超市員工，因喜歡傑瑞而和珊卓較勁。最先和傑瑞在一起，後來因為傑瑞和自己分手跟珊卓在一起對珊卓心懷怨恨，多次針對珊卓，雖然曾經用丟硬幣的方式奪回傑瑞，但後來傑瑞還是離開她和珊卓在一起。一度離職，後來再次回歸時看似已經不再在意，但後來傑露這只是她為了騙去珊卓信任、好破壞珊卓和傑瑞婚禮的計畫。
- 西恩·瓦蘭（英语：Sean Whalen） 飾演 “薩爾”瓦托利·卡茲勞斯卡斯（Salvatore "Sal" Kazlauskas）

雲端9超市員工，人稱怪異薩爾，常做出令人感到變態的舉止。在萬聖節特集中發現似乎在偷窺女廁時被鎖死、最後餓死在牆壁之間，直到牆壁意外被敲破才被發現，並且被當作萬聖節裝飾一陣子。根據珊卓的說法，在生前有打開別人置物櫃、舔其他員工物品的舉動。
- 戴夫·佛格森（Dave Ferguson） 飾演 尤金（Eugene）

雲端9超市員工，格倫的助理，後來替代馬提歐在視力專櫃工作，身高很高，可以拿到高處的盒子。
- 卡拉·瑞娜塔（Carla Renata） 飾演 珍妮特（Janet）

雲端9超市員工，非裔女性單親媽媽，家境貧困，同時背負房貸並照顧子女。
- 多米尼克·培斯（Dominic Pace） 飾演 阿當（Dom）

雲端9超市員工。
- 費利佩·艾斯帕札（Felipe Esparza） 飾演 柯迪（Cody）

雲端9超市員工。
- 克里斯·格雷斯（Chris Grace） 飾演 傑瑞（Jerry）

調酒師，亞洲男性，最開始為卡蘿的男友，之後分手和珊卓在一起，並結婚。
- 強·宮原（Jon Miyahara） 飾演 布雷特·小橋川（Brett Kobashigawa）

雲端9超市員工，年老的日裔男性，總是面無表情。興趣包括拼拼圖和騎重型機車。在第一次龍捲風事件時在超市外負責排手推車，被眾人以為死亡，但其實只是在面對龍捲風時跑回自己的車上開車回家了。

## 集數
| 季數   | 集数   | 集数   | 首播日期       | 首播日期      |
| 季數   | 集数   | 集数   | 首映           | 季终          |
| ------ | ------ | ------ | -------------- | ------------- |
| 1      | 11     | 11     | 2015年11月30日 | 2016年2月22日 |
| 特別集 | 特別集 | 特別集 | 2016年8月19日  | 2016年8月19日 |
| 2      | 21     | 21     | 2016年9月22日  | 2017年5月4日  |
| 3      | 22     | 22     | 2017年9月28日  | 2018年5月3日  |

## 製作

### 開發與拍攝

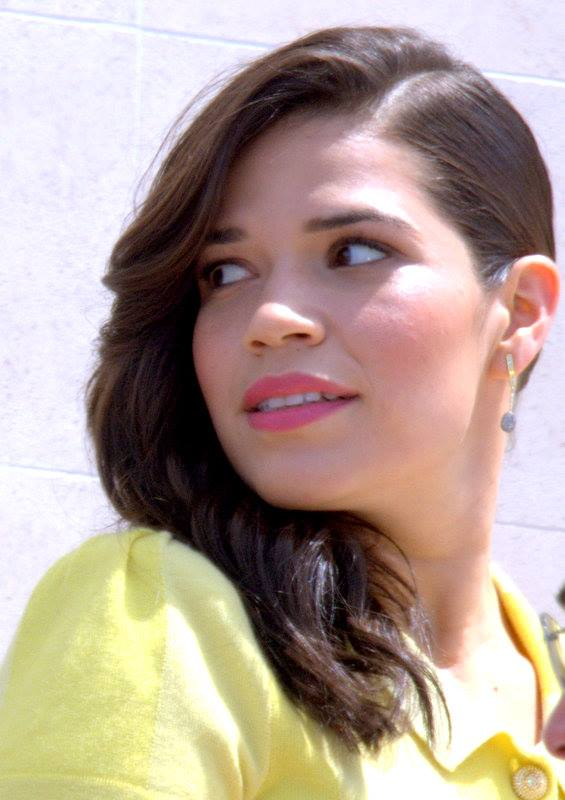
黃金時段艾美獎、金球獎兼美國演員工會獎得主艾美莉卡·弗利拉擔綱女主角身兼製作人。

2015年1月14日，本劇與《全家擠一塊》等3部戲共同獲NBC預訂試播集，並在2015年5月7日獲得系列預訂。本劇為魯賓·弗來舍新創立之製作公司The District和環球為期兩年合約的第一部作品，並由他執導試播集。
2015年10月19日，NBC宣布因檔期安排因素，本劇將與《肥皂劇人生》共同從原預訂的13集縮減2集成11集。
2016年2月23日，NBC宣布續訂第2季。5月15日，NBC宣布將於轉播里約奧運期間，播出本劇之奧運特別集。9月20日，NBC宣布追加預訂9集劇本至22集。9月23日，NBC宣布預訂第2季全季集數22集。
2017年2月14日，NBC宣布續訂第3季22集。2018年2月21日，NBC宣布續訂第4季22集。

### 選角
2015年2月20日，宣布《三女鬧周末》蘿倫·艾許加入劇組，並成為本劇首位確認出演的演員，並將飾演超市的副店經理迪娜。3月2日，宣布《阿奇與阿皮》柯爾頓·鄧恩、《大廳的孩子們》馬克·麥金尼與尼科·桑托斯加入演出陣容；鄧恩將飾演經常以諷刺口吻講述哲學道理的蓋瑞特，麥金尼將飾演擁有虔誠宗教信仰的經理格倫，至於桑托斯則將飾演一名對事業有著極高野心的有色人物馬提奧。3月12日，確認《無恥之徒》妮可·布盧姆將飾演甜美、純樸又天真的懷孕少女員工夏安。隔日，宣布《廣告狂人》、《A to Z》的班·費爾德曼將飾演欲體驗真實生活，並漸漸脫離菁英社會的男主角喬納。
2015年3月16日，《醜女貝蒂》艾美莉卡·弗利拉加入劇組飾演在超市工作已餘十年的女主角艾咪，同時她將身兼製作人一職，亦推掉了其他電視劇試播集演出的邀請。
2017年1月18日，宣布曾和弗利拉於《醜女貝蒂》合作的托尼·普蘭納，將客串第2季，飾演艾美的父親。7月28日，宣布《前夫總動員》凱莉·史戴博斯加入第3季常設演員陣容，飾演重返職場的離婚女性凱莉。10月13日，宣布凱莉·肯尼-席爾佛將飾演格倫的妻子，並於第3季第9集首度登場。

### 《明迪煩事多》世界觀
同樣由NBC環球電視公司製作的Hulu原創喜劇《明迪煩事多》於該劇第4季第21集中出現雲端9德州分店的場景，證明本劇與該劇屬於同一世界觀。

## 收視
本劇安排於2015年11月30日跟隨在《美國之聲》之後開播，並創下2015–2016年電視季度開播收視第3高的新喜劇，僅次於CBS《生活點滴》與ABC《布偶總動員》。原定不會在電視上播出的第3集，後被NBC安排在2015年12月28日晚間9點首播，並於2016年1月4日晚間8點起，開始首播全新集數。
| 季數 | 播出時間（ET）                                                                         | 集數 | 首映           | 首映          | 季終          | 季終          | 電視季度 | 18–49歲 收視 排名 | 18–49歲 收視 平均 | 收視人数 排名 （百萬） | 平均 收視人数 （百萬） |
| 季數 | 播出時間（ET）                                                                         | 集數 | 日期           | 收視 （百萬） | 日期          | 收視 （百萬） | 電視季度 | 18–49歲 收視 排名 | 18–49歲 收視 平均 | 收視人数 排名 （百萬） | 平均 收視人数 （百萬） |
| ---- | -------------------------------------------------------------------------------------- | ---- | -------------- | ------------- | ------------- | ------------- | -------- | ----------------- | ----------------- | ---------------------- | ---------------------- |
| 1    | 星期一 22:00（Ep 1） 星期一 22:30（Ep 2） 星期一 21:00（Ep 3） 星期一 20:00（Ep 4–11） | 11   | 2015年11月30日 | 7.21          | 2016年2月22日 | 4.68          | 2015–16  | 47                | 2.1               | 64                     | 6.59                   |
| 2    | 星期四 20:00（Ep 1–8, 10–19） 星期四 20:30（Ep 9, 20–21）                              | 21   | 2016年9月22日  | 5.45          | 2017年5月4日  | 2.91          | 2016–17  | 56                | 1.7               | 81                     | 5.21                   |
| 3    | 星期四 20:00（Ep 1–6, 8–22） 星期二 21:30（Ep 7）                                      | 22   | 2017年9月28日  | 4.60          | 2018年5月3日  | 2.97          | 2017–18  | 52                | 1.6               | 89                     | 4.88                   |
| 4    | 星期四 20:00                                                                           | 22   | 待公布         | 待定          | 待公布        | 待定          | 2018–19  | 待定              | 待定              | 待定                   | 待定                   |

## 評價
本劇在初期獲得正負兩極的評價。於Metacritic整合的評論中，第1季獲得58分（滿分100分；22位評論家），屬好壞參半的評價。於爛番茄整合的評論中，第1季獲得54%新鮮度、4.64/10分（24位評論家），影評家普遍共識：「《爆笑超市》有才華的演員表現明顯被混亂而單薄的公式化劇情給蓋過。」然而隨著第一季的播出，影評似乎出現較多正面評價。對於第一季季終集的表現，洛杉磯時報評比本劇為電視最佳新喜劇之一；而影音俱樂部也認為本劇的劇情有漸漸轉好的趨勢。
在爛番茄整合的評論中，第2季獲得100%新鮮度、8.0/10分（5位評論家）；第3季獲得100%新鮮度、7.0/10分（6位評論家）。
評論家前十大電視節目排名
| 2016         |
| ------------ |
| - No. 1 沙龍 |

| 2017                                               |
| -------------------------------------------------- |
| - No. 7 影音俱樂部（喬書亞·奧斯頓） - No. 9 蘇城報 |

## 獎項
| 年度 | 大獎        | 獎項                                   | 入圍者                         | 結果 |
| ---- | ----------- | -------------------------------------- | ------------------------------ | ---- |
| 2016 | 形象獎      | 最佳女演員獎－電視類                   | 艾美莉卡·弗利拉                | 提名 |
| 2017 | 葛蕾絲獎    | 最佳女主角獎－喜劇及音樂類             | 艾美莉卡·弗利拉                | 獲獎 |
| 2017 | 金仙女獎    | 最佳電視影集獎－喜劇類                 | 最佳電視影集獎－喜劇類         | 提名 |
| 2017 | 金仙女獎    | 最佳女演員獎－喜劇類                   | 艾美莉卡·弗利拉                | 提名 |
| 2017 | 形象獎      | 最佳黃金時段電視節目獎－喜劇類         | 最佳黃金時段電視節目獎－喜劇類 | 提名 |
| 2018 | 金捲軸獎    | 最佳音效剪輯成就獎－30分鐘以下真人作品 | 集數：龍捲風                   | 獲獎 |
| 2018 | GLAAD媒體獎 | 最佳喜劇類影集獎                       | 最佳喜劇類影集獎               | 提名 |

## 海外播出
| Sony Channel - | Sony Channel -                          | Sony Channel - |
| -------------- | --------------------------------------- | -------------- |
|                | 爆笑超市（第一季） （2016年5月5日 - ）  |                |
| —              | —                                       |                |
| Sony Channel - |                                         |                |
| —              | 爆笑超市（第二季） （2017年1月8日 - ）  | —              |
| Sony Channel - |                                         |                |
| —              | 爆笑超市（第三季） （2018年1月29日 - ） | —              |

## 外部連結
- 官方网站（英文）
- 互联网电影数据库（IMDb）上《爆笑超市》的资料（英文）
- 豆瓣电影上《爆笑超市》的資料 （简体中文）